# Pietro Cenini
Pietro Cenini (Castelcovati, 21 ottobre 1903 – Chiari, 5 agosto 1990) è stato un politico italiano.

## Biografia
Politicamente attivo nelle file del Partito Popolare, ricopre la carica di sindaco della città di Chiari dal 1946 al 1970. Candidato al Senato per la Democrazia Cristiana, viene eletto nella II, III e IV legislatura.